# Октябрь (кинотеатр, Москва)

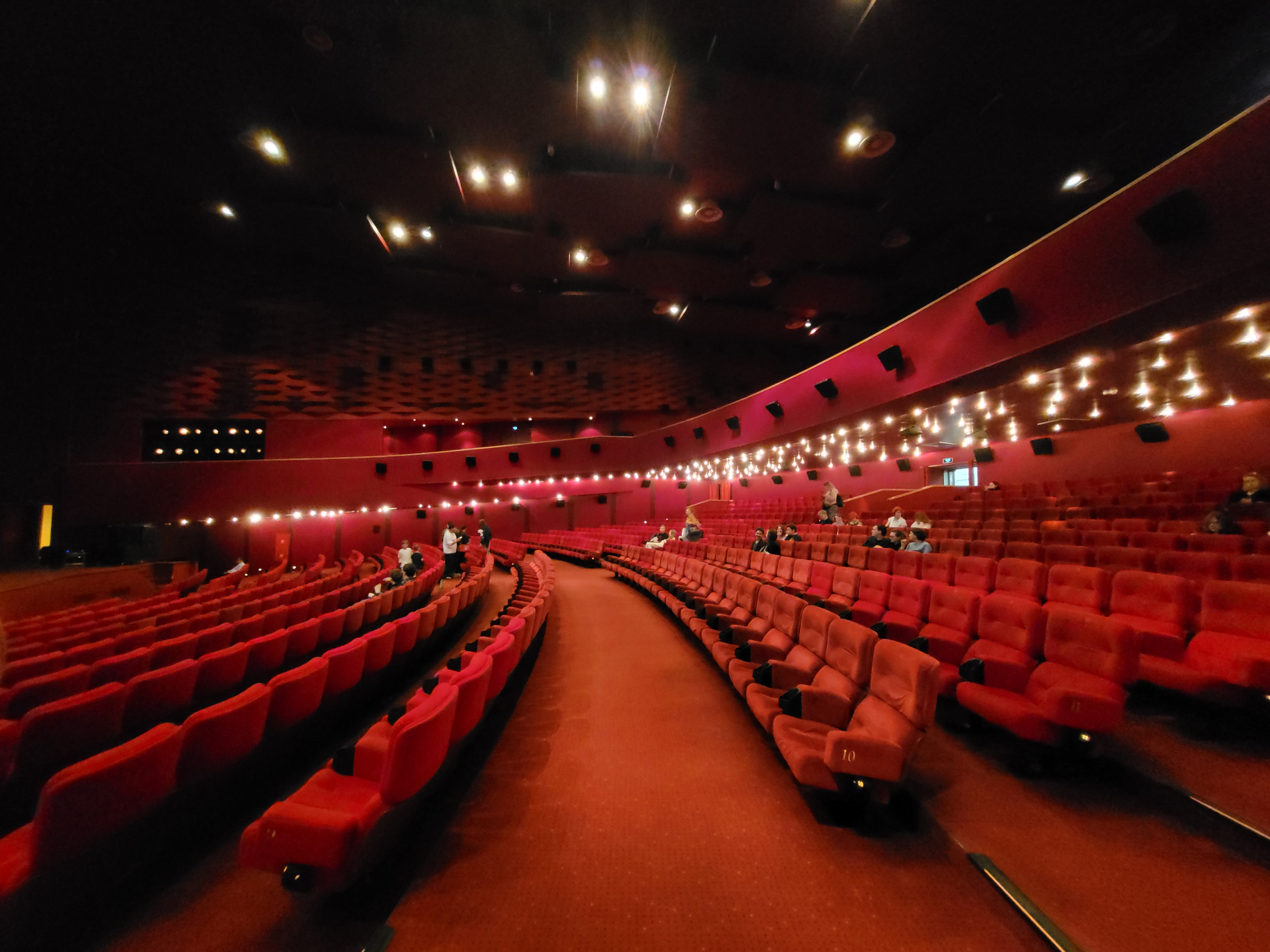
Зал №1

«Октябрь» — киноконцертный зал в Москве на Новом Арбате. Построен в 1967 году по проекту архитекторов М. Посохина, А. Мндоянца, Ю. Попова, А. Жбакова, В. Турчиновича, Г. Умнова, инженеров С. Школьникова и В. Николаева. Его фасад украшает мозаичное панно из натурального камня, посвящённое теме Октябрьской революции (художники Н. Андронов, А. Васнецов, В. Эльконин и Л. Сыркин). Это панно имеет статус объекта культурного наследия регионального значения. В интерьере кинотеатра был размещён витраж, выполненный литовским мастером А. Стошкусом по мотивам другого его произведения «Песня жизни» (1965). В витраже сочетаются тёмно-красные, рубиновые, тёмно-синие и фиолетовые стёкла.
Согласно первоначальному проекту, в состав кинотеатра входил Большой зал на 2450 мест с широкоформатным экраном и малый на 442 места с оборудованием для показа стереофильмов.
В 1998—2005 годах в кинотеатре проведены капитальный ремонт и реконструкция. Кинотеатр был переоборудован в одиннадцатизальный мультиплекс, вмещающий более 3000 зрителей. Самый большой премьерный зал рассчитан на 1518 мест. По данным на 2013 год, «Октябрь» входит в сеть кинотеатров Каро Фильм. В кинотеатре «Октябрь» периодически проводятся различные концерты и творческие вечера.
Здесь неоднократно проходили:
- Московский международный кинофестиваль;
- Российско-итальянский кинофестиваль.

В 2017 году на фасаде здания кинотеатра «Октябрь» установлен медиафасад, транслирующий в реальном времени премьеры и информацию кинотеатра. 
В апреле 2019 года в кинотеатре состоялся премьерный показ с представлением съёмочной группы нового фильма Павла Лунгина «Братство», ставшего предметом скандала еще до своего выхода в прокат.

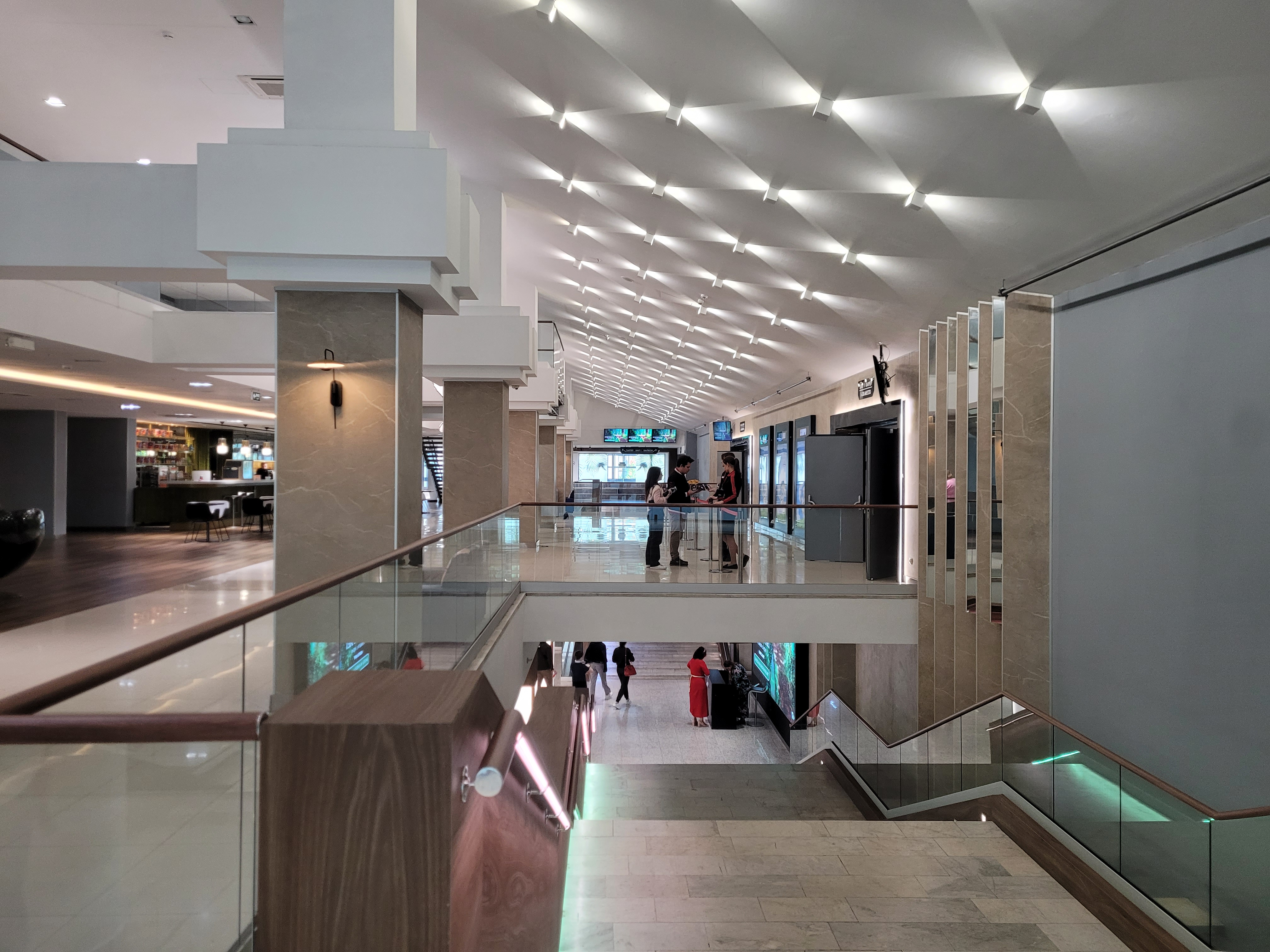
Фойе перед залом №1